# Lichtspiel (Roman)
 Lichtspiel ist der Titel eines Romans des deutsch-österreichischen Autors Daniel Kehlmann, der am 10. Oktober 2023 im Rowohlt Verlag erschien und 480 Seiten umfasst. Der Roman beschäftigt sich am Beispiel des österreichischen Filmregisseurs Georg Wilhelm Pabst mit dem Wirken eines Künstlers unter den Bedingungen einer Diktatur. 

## Handlung

### Struktur
Das Werk besteht aus drei Teilen. Zunächst wird die Zeit der Emigration Pabsts zu Beginn der nationalsozialistischen Herrschaft behandelt („Draußen“). Sodann wird, als Schwerpunkt des Romans, seine Rückkehr in das von Deutschland inzwischen zwangsweise eingegliederte Österreich und das Schaffen des Regisseurs im nationalsozialistischen Deutschland von 1939 bis 1945 beschrieben („Drinnen“). Schließlich wird – in relativ knappem Umfang – die Zeit nach dem Zweiten Weltkrieg beleuchtet („Danach“). Dabei gehen historische Fakten und Fiktion ineinander über. Die Erzählperspektive verändert sich häufiger.

### Handlung
Der in Deutschland renommierte Regisseur Georg Wilhelm Pabst versucht, nach der Machtergreifung der Nationalsozialisten beruflich in den Vereinigten Staaten Fuß zu fassen. So wird in einem Gespräch zwischen amerikanischen Filmproduzenten und Pabst deutlich, dass seine künstlerischen Ambitionen und die kommerziellen Interessen Hollywoods nicht zusammenpassen. Der ihm aufgedrängte Film A Modern Hero bleibt im Jahr 1934 erwartungsgemäß erfolglos. Er sucht nacheinander die Schauspielerinnen Greta Garbo und Louise Brooks auf, um mit ihnen einen Film zu drehen. Mit ihnen feierte er in den 1920er Jahren große Erfolge (etwa Die freudlose Gasse oder Die Büchse der Pandora), doch sie wollen oder können nicht mit ihm arbeiten. Bei einer Party des österreichisch-amerikanischen Filmregisseurs Fred Zinnemann wird Pabst von einem für das Regime tätigen Deutschen auf seine Möglichkeiten im Nationalsozialismus angesprochen. Nach einem Aufenthalt in Paris beschließt Pabst aufgrund einer Nachricht über den schlechten gesundheitlichen Zustand seiner Mutter nach Österreich zu reisen.
Zunächst wird die bedrückende Rückfahrt in das an Deutschland angeschlossene Österreich geschildert. Dort besitzt der Regisseur ein schlossartiges Anwesen im Dorf Tillmitsch in der Steiermark. Der Verwalter des Gebäudes ist jetzt Ortsgruppenleiter der NSDAP und wird als Typus des nationalsozialistisch-kleinbürgerlichen Emporkömmlings beschrieben. Nun, da er zu etwas Macht gekommen ist, behandelt er die Pabsts denkbar schlecht. Kurz darauf bricht der Zweite Weltkrieg aus, so dass Pabst und seine Familie das Dritte Reich nicht mehr verlassen können.
Bei einem Gespräch mit Reichspropagandaminister Joseph Goebbels in Berlin wird Pabst hofiert, dann eingeschüchtert und bekommt schließlich das Drehbuch für den Film Komödianten übergeben. In verschiedenen Kapiteln wird ein Bild des Lebens im nationalsozialistischen Deutschland entworfen. So nimmt die Ehefrau des Regisseurs, Gertrude Pabst, an einem Lesezirkel mit Frauen hochgestellter Personen des NS-Staates teil. Zudem wird die Hinwendung des Sohnes Jakob zum Nationalsozialismus beschrieben. Pabst unterstützt seine alte Bekannte, die nationalsozialistisch ideologisierte Leni Riefenstahl, bei ihrem Film Tiefland und muss später die Verhaftung des Drehbuchautors Kurt Heuser in seinem Haus miterleben. Pabst bleibt weiter bei der UFA, teils aus Furcht um sich und seine Familie, teils weil ihm hier im Gegensatz zu Hollywood die Verwirklichung seiner Filmideen ermöglicht wird.
Sodann wird die Uraufführung von Pabsts Film Paracelsus im März 1943 aus der Sicht eines internierten britischen Schriftstellers (angelehnt an P. G. Wodehouse) geschildert. Großen Raum nehmen im Roman die Mitte 1944 in Prag aufgenommenen Dreharbeiten zum letzten während der nationalsozialistischen Herrschaft entstandenen Film (Der Fall Molander) nach einem Buch des regimetreuen Schriftstellers Alfred Karrasch ein. Bei einer Konzertszene werden Insassen eines Konzentrationslagers als Statisten eingesetzt. Der Film wird dann von Pabst bis kurz vor dem Prager Aufstand und dem Einmarsch der Roten Armee fertig geschnitten. Pabst und sein Assistent Franz Wilzek erreichen mit den Filmrollen den letzten Zug Richtung Wien. Ihr Tornister wird aber von einem Schmied mitgenommen, der darin seine Hufeisen vermutet.
Bei den Dreharbeiten zum Film Geheimnisvolle Tiefe Ende der 1940er Jahre wird Pabst als gebrochener Mann dargestellt, der immer noch unter dem Verlust des Films Der Fall Molander leidet. Seine Frau Gertrude übernimmt die Dreharbeiten in wesentlichen Teilen. Der Roman beginnt und endet mit jeweils einem Kapitel, in dem der betagte und geistig verwirrte Franz Wilzek aus dem „Sanatorium Abendruh“ in eine Fernsehshow gekarrt wird und nach seinen Erfahrungen mit Pabst befragt wird.

## Kritiken
Innerhalb der deutschen Literaturkritik wurde Lichtspiel größtenteils mit viel Lob aufgenommen. Denis Scheck urteilte in der ARD: Lichtspiel ist absolute Weltliteratur – so ein Buch kommt wirklich nicht dauernd vor in der deutschsprachigen Literatur – und auch nicht draußen in der Welt.
Adam Soboczynski nannte den Roman in der ZEIT „ein großes Werk über moralisches Versagen“ und führte aus: „Der Schriftsteller hat sich die Regiekunst stilistisch anverwandelt, Lichtspiel ist damit auf unterhaltende Weise avantgardistisch.“
Gerrit Bartels nannte den Roman im Tagesspiegel ein „Romanwunderwerk“. Martin Ebel nannte den Roman im Schweizer Tagesanzeiger „ein Meisterwerk“.
Carsten Otte meint im Südwestrundfunk, dass der Autor zu viel gewollt habe. Er habe versucht, sowohl ein Lehrstück über die Unfreiheit der Kunst in der Diktatur als auch einen Essay über die Ästhetik der frühen Kinojahre, einen Familienroman und eine Gesellschaftsparodie zu schreiben. Die Erzählweise sei weitgehend bieder und weniger experimentierfreudig als bei Filmregisseur Pabst selbst unter widrigsten Bedingungen.
Maren Ahring bewertet den Roman im Norddeutschen Rundfunk dagegen als „ganz großes Kino“. Kehlmann habe einen großartigen Roman über das Thema Mitläufertum geschrieben.
In der Frankfurter Allgemeinen Zeitung würdigt Andreas Kilb zwar die Virtuosität und Lesbarkeit des Romans, dem er auch Drehbuchqualitäten bescheinigt. Vielfach blieben aber die Beweggründe des Regisseurs für sein Handeln im Verborgenen. Das Buch sei insgesamt zu oberflächlich, um es zu einem großen zu machen. In der Frankfurter Allgemeinen Sonntagszeitung schreibt Peter Körte: „Es ist der Coup, der Kunstgriff des Romans, dass er an einem verschollenen, literarisch noch einmal erfundenen Film zeigt, wo Kunst und Leben sich eben nicht trennen lassen, wann das Verhältnis von Mitteln und Zweck so pervertiert wird, dass einer sich schuldig macht. Und so handelt der Roman auch von der Kunst und ihrem Preis. Von einem „Lichtspiel“, das es ohne Schatten und Dunkel nicht gäbe.“
Jan Drees resümiert im Deutschlandfunk, dass die Geschichte vielfach ruckele, „wie eine schief eingefädelte Filmspule“. Das Buch sei kein „intellektueller Blockbuster“, eher eine brave Fernsehproduktion.

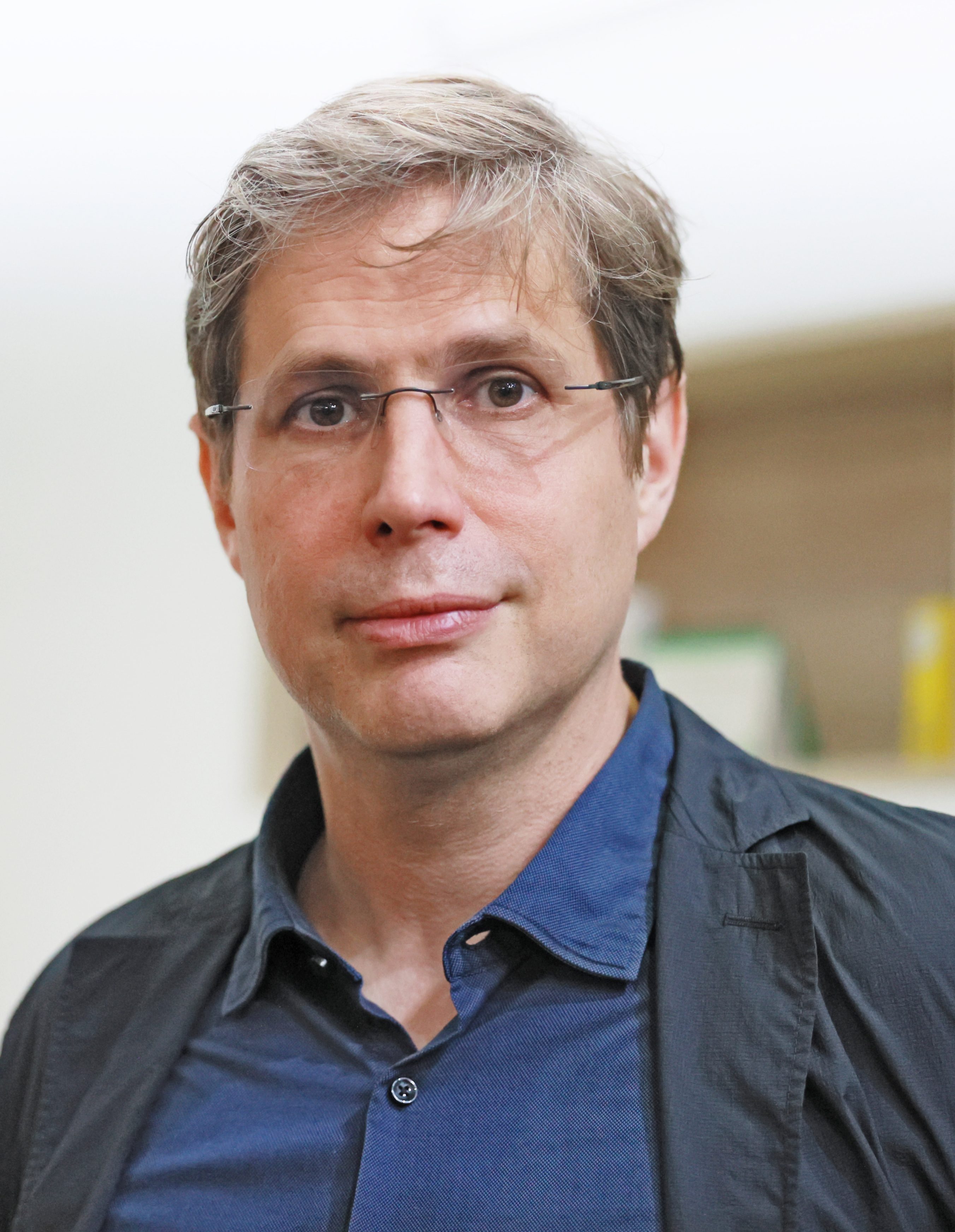
Daniel Kehlmann auf der Frankfurter Buchmesse 2023

Das Buch rangierte auf Platz 13 der Jahresbestsellerliste 2023 des Nachrichtenmagazins Spiegel für Belletristik.
Eine englische Übersetzung von Ross Benjamin erschien am 6. Mai 2025 unter dem Titel The Director bei der New Yorker Verlagsgruppe Simon & Schuster (Summit Books). Stephen Colbert entschloss sich dazu, das Buch mit dem Publikum seines neu gegründeten Buchclubs öffentlich zu lesen.